# Società Sportiva Lazio 2004-2005
Questa voce raccoglie le informazioni riguardanti la Società Sportiva Lazio nelle competizioni ufficiali della stagione 2004-2005.

## Stagione
(Claudio Lotito, 29 luglio 2004)
Il precario quadro economico in cui versava la società determinò un impoverimento dell'organico, a cominciare dallo smantellamento del pacchetto arretrato: Stam fu ceduto al Milan, con Mihajlović e Favalli trasferitisi all'Inter. Il tecnico Roberto Mancini si accasò a sua volta sulla panchina nerazzurra, mentre Fiore e Corradi passarono al Valencia. A scongiurare il rischio di fallimento contribuì l'acquisizione del club da parte dell'imprenditore romano Claudio Lotito, cui venne concessa una rateizzazione ventennale per il pagamento del debito.

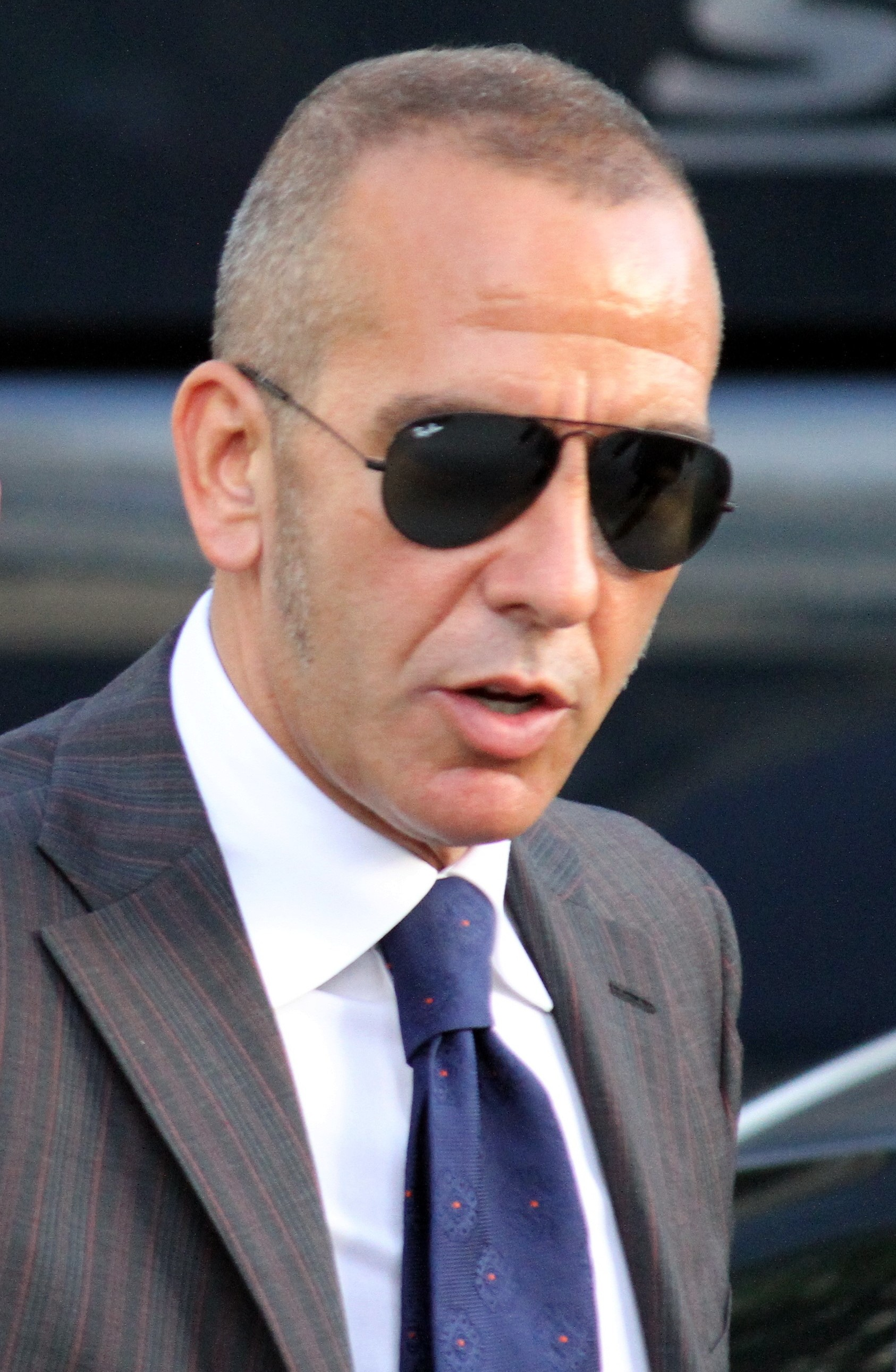
Di nuovo in biancoceleste dopo una prima esperienza dal 1987 al 1990, Di Canio contribuì alla salvezza in campionato.

Scelto Caso in veste di allenatore, la Capitale riaccolse Di Canio dopo quattordici anni: tra i nuovi volti in rosa spiccarono poi Siviglia, i gemelli Filippini e Rocchi. Sconfitta dal Milan in Supercoppa italiana per una tripletta di Ševčenko – il quale, nel corso dell'annata, realizzò altri 3 gol ai biancocelesti – la squadra accedette al tabellone principale della Coppa UEFA eliminando l'ucraino Metalurh Donec'k: dopo un pareggio col Villarreal all'esordio nella fase a gruppi, il knock-out rimediato a Middlesbrough compromise la qualificazione.
I romani impattarono quindi con Partizan e Egaleo, abbandonando la manifestazione al primo turno. Un iniziale scorcio di campionato vissuto nei bassifondi comportò l'esonero di Caso, con 17 punti ottenuti in sedici giornate: alla guida tecnica, dopo un iniziale accordo con Gigi Maifredi, subentrò Giuseppe Papadopulo, vittorioso nella stracittadina del 6 gennaio 2005 al suo debutto. Apparsa in grado di scampare alla retrocessione al giro di boa, la Lazio si arrese al Cagliari negli ottavi di finale della Coppa Italia.
Una serie d'incertezze nella tornata conclusiva ripiombò i capitolini in scenari pericolanti, comportando tra l'altro un aggancio in classifica da parte del Lecce dopo il rocambolesco 5-3 subìto in terra salentina. Archiviato senza reti il derby di ritorno contro una Roma parimenti inguaiata, la formazione pareggiò quindi con la Fiorentina: al risultato è legato l'episodio di un fallo di mano commesso da Zauri nel tentativo di sventare un possibile gol a porta sguarnita, col direttore di gara che non ravvisò tuttavia la scorrettezza.
Salvatasi aritmeticamente all'ultima giornata, la compagine – giunta al tredicesimo posto con 44 punti – conobbe addirittura la qualificazione all'Intertoto per la rinuncia espressa dal Messina e la domanda presentata dal Livorno all'infuori dei termini di scadenza.

## Divise e sponsor
Lo sponsor tecnico per la stagione 2004-2005 è Puma, mentre lo sponsor ufficiale è Parmacotto solo in campionato, non essendo previsto sia per la Coppa Italia che per la Coppa UEFA. In occasione della finale di Supercoppa italiana Milan-Lazio del 21 agosto 2004 lo sponsor ufficiale è invece Errebian.
| Casa | Trasferta | Terza divisa | Portiere |

## Organigramma societario
Area direttiva
- Presidente: Claudio Lotito

Area tecnica
- Direttore sportivo: Gabriele Martino
- Allenatore: Domenico Caso, poi Giuseppe Papadopulo[1]
- Allenatore in seconda: Cristiano Bergodi, poi Vincenzo Mirra[1]

## Rosa
| N. |                               | Ruolo | Calciatore                            |
| -- | ----------------------------- | ----- | ------------------------------------- |
| 1  | Italia (bandiera)             | P     | Angelo Peruzzi                        |
| 2  | Italia (bandiera)             | D     | Cristiano Gimelli                     |
| 3  | Argentina (bandiera)          | D     | Leonardo Talamonti                    |
| 4  | Spagna (bandiera)             | D     | Óscar López                           |
| 5  | Italia (bandiera)             | D     | Sebastiano Siviglia                   |
| 6  | Francia (bandiera)            | C     | Ousmane Dabo                          |
| 7  | Italia (bandiera)             | C     | Antonio Filippini                     |
| 8  | Italia (bandiera)             | D     | Luciano Zauri                         |
| 9  | Italia (bandiera)             | A     | Paolo Di Canio                        |
| 10 | Brasile (bandiera)            | C     | César                                 |
| 11 | Italia (bandiera)             | A     | Roberto Muzzi                         |
| 13 | Italia (bandiera)             | C     | Dino Baggio                           |
| 14 | Italia (bandiera)             | C     | Emanuele Filippini                    |
| 15 | Italia (bandiera)             | P     | Fabrizio Casazza                      |
| 16 | Italia (bandiera)             | C     | Giuliano Giannichedda (vice-capitano) |
| 17 | Costa d'Avorio (bandiera)     | C     | Christian Manfredini                  |
| 18 | Italia (bandiera)             | A     | Tommaso Rocchi                        |
| 19 | Macedonia del Nord (bandiera) | A     | Goran Pandev                          |

| N. |                       | Ruolo | Calciatore                |
| -- | --------------------- | ----- | ------------------------- |
| 20 | Italia (bandiera)     | C     | Fabio Liverani            |
| 21 | Italia (bandiera)     | A     | Simone Inzaghi            |
| 22 | Italia (bandiera)     | D     | Massimo Oddo              |
| 23 | Italia (bandiera)     | D     | Paolo Negro (capitano)    |
| 24 | Portogallo (bandiera) | D     | Fernando Couto (capitano) |
| 25 | Croazia (bandiera)    | D     | Anthony Šerić             |
| 26 | Argentina (bandiera)  | C     | Esteban González          |
| 27 | Argentina (bandiera)  | C     | Braian Robert             |
| 28 | Argentina (bandiera)  | D     | Matías Lequi              |
| 29 | Italia (bandiera)     | A     | Fabio Bazzani             |
| 30 | Venezuela (bandiera)  | C     | Miguel Mea Vitali         |
| 31 | Italia (bandiera)     | C     | Fabrizio Melara           |
| 33 | Italia (bandiera)     | P     | Matteo Sereni             |
| 34 | Italia (bandiera)     | C     | Emiliano Corsi            |
| 41 | Spagna (bandiera)     | A     | Alfonso Delgado           |
| 43 | Italia (bandiera)     | D     | Simone Sannibale          |
| 44 | Italia (bandiera)     | A     | Claudio De Sousa          |

## Calciomercato

### Sessione estiva
| Acquisti | Acquisti             | Acquisti        | Acquisti                      |
| R.       | Nome                 | da              | Modalità                      |
| -------- | -------------------- | --------------- | ----------------------------- |
| D        | Cristiano Gimelli    | Ostia Mare      | definitivo                    |
| D        | Matías Lequi         | Atlético Madrid | svincolato                    |
| D        | Óscar López          | Barcellona      | prestito                      |
| D        | Anthony Šerić        | Verona          | prestito                      |
| D        | Sebastiano Siviglia  | Parma           | prestito                      |
| D        | Leonardo Talamonti   | Rosario Central | prestito                      |
| C        | Dino Baggio          | Ancona          | fine prestito                 |
| C        | Lucas Castromán      | Udinese         | fine prestito                 |
| C        | Ousmane Dabo         | Atalanta        | risoluzione compartecipazione |
| C        | Antonio Filippini    | Palermo         | prestito                      |
| C        | Emanuele Filippini   | Palermo         | prestito                      |
| C        | Esteban González     | Gimnasia (LP)   | prestito                      |
| C        | Christian Manfredini | Fiorentina      | fine prestito                 |
| C        | Miguel Mea Vitali    | Caracas         | definitivo                    |
| C        | Braian Robert        | Gimnasia (LP)   | definitivo                    |
| A        | Paolo Di Canio       | Charlton        | definitivo                    |
| A        | Felice Evacuo        | Viterbese       | fine prestito                 |
| A        | Goran Pandev         | Inter           | compartecipazione             |
| A        | Tommaso Rocchi       | Empoli          | compartecipazione             |

| Cessioni | Cessioni            | Cessioni        | Cessioni                         |
| R.       | Nome                | a               | Modalità                         |
| -------- | ------------------- | --------------- | -------------------------------- |
| D        | Francesco Colonnese | Siena           | svincolato                       |
| D        | Giuseppe Favalli    | Inter           | svincolato                       |
| D        | Guerino Gottardi    |                 | fine carriera                    |
| D        | Siniša Mihajlović   | Inter           | svincolato                       |
| D        | Jaap Stam           | Milan           | definitivo                       |
| C        | Demetrio Albertini  | Atalanta        | svincolato                       |
| C        | Lucas Castromán     | Vélez Sarsfield | definitivo                       |
| C        | Stefano Fiore       | Valencia        | definitivo                       |
| A        | Bernardo Corradi    | Valencia        | definitivo                       |
| A        | Felice Evacuo       | Avellino        | definitivo                       |
| A        | Claudio López       | América         | prestito con diritto di riscatto |

### Sessione invernale
| Acquisti | Acquisti      | Acquisti  | Acquisti |
| R.       | Nome          | da        | Modalità |
| -------- | ------------- | --------- | -------- |
| A        | Fabio Bazzani | Sampdoria | prestito |

| Cessioni | Cessioni          | Cessioni    | Cessioni   |
| R.       | Nome              | a           | Modalità   |
| -------- | ----------------- | ----------- | ---------- |
| D        | Cristiano Gimelli | Casale      | prestito   |
| C        | Pierpaolo Masi    | Montichiari | definitivo |
| C        | Miguel Mea Vitali | Sora        | prestito   |
| C        | Braian Robert     | Catanzaro   | prestito   |
| A        | Simone Inzaghi    | Sampdoria   | prestito   |

## Risultati

### Serie A

#### Girone di andata
| Arbitro: | Rosetti (Torino) |

|  |           |                     |
|  | Marcatori | 29’ (rig.) Di Canio |

| Arbitro: | Trefoloni (Siena) |

|                       |           |               |
| S. Inzaghi 32’ (rig.) | Marcatori | 35’ Bonazzoli |

| Arbitro: | Racalbuto (Gallarate) |

|  |           |                         |
|  | Marcatori | 29’ Rocchi 45’ F. Couto |

| Arbitro: | Paparesta (Bari) |

|              |           |                   |
| F. Couto 37’ | Marcatori | 70’, 74’ Ševčenko |

| Arbitro: | Collina (Viareggio) |

|              |           |           |
| Gautieri 11’ | Marcatori | 85’ Muzzi |

| Arbitro: | Tagliavento (Terni) |

|  |           |            |
|  | Marcatori | 72’ Brighi |

| Arbitro: | Messina (Bergamo) |

|                                            |           |            |
| Marchionni 16’ Bresciano 27’ Gilardino 64’ | Marcatori | 37’ Rocchi |

| Arbitro: | Cassarà (Palermo) |

|                                |           |  |
| C. Manfredini 36’ De Sousa 65’ | Marcatori |  |

| Arbitro: | Trefoloni (Siena) |

|             |           |               |
| Adriano 46’ | Marcatori | 84’ Talamonti |

| Arbitro: | Rizzoli (Bologna) |

|              |           |               |
| F. Couto 47’ | Marcatori | 67’ Portanova |

| Arbitro: | Nucini (Bergamo) |

|                  |           |  |
| C. Lucarelli 42’ | Marcatori |  |

| Arbitro: | Tagliavento (Terni) |

|                               |           |          |
| Rocchi 6’ Di Canio 85’ (rig.) | Marcatori | 53’ Tare |

| Arbitro: | Ayroldi (Molfetta) |

|                           |           |                                         |
| Pandev 7’ Oddo 80’ (rig.) | Marcatori | 34’ Langella 65’ Mau. Esposito 71’ Zola |

| Arbitro: | Dondarini (Finale Emilia) |

|                             |           |            |
| Olivera 40’ Ibrahimović 75’ | Marcatori | 11’ Pandev |

| Arbitro: | Paparesta (Bari) |

|                                     |           |                          |
| Rocchi 51’ Di Canio 68’ (rig.), 77’ | Marcatori | 9’, 75’ Babú 32’ Bojinov |

| Arbitro: | Tombolini (Ancona) |

|                                                |           |  |
| Pizarro 14’ (rig.) Di Michele 17’ Iaquinta 36’ | Marcatori |  |

| Arbitro: | Dondarini (Finale Emilia) |

|                                   |           |             |
| Di Canio 29’ César 74’ Rocchi 84’ | Marcatori | 68’ Cassano |

| Arbitro: | Rizzoli (Bologna) |

|                  |           |                                  |
| Miccoli 21’, 85’ | Marcatori | 33’ Di Canio 64’ Pandev 82’ Dabo |

| Arbitro: | Saccani (Mantova) |

|             |           |                         |
| Bazzani 16’ | Marcatori | 42’, 89’ Toni 66’ Zauli |

#### Girone di ritorno
| Arbitro: | Cruciani (Pesaro) |

|            |           |                      |
| Rocchi 64’ | Marcatori | 1’ Kutuzaŭ 4’ Flachi |

| Arbitro: | Saccani (Mantova) |

|                             |           |           |
| Bonazzoli 72’ De Rosa 90+3’ | Marcatori | 10’ César |

| Roma 2 febbraio 2005, ore 20:30 22ª giornata | Lazio              | 0 – 0 referto | Brescia | Stadio Olimpico (31 171 spett.)\| Arbitro: \| Tombolini (Ancona) \| |
| Arbitro:                                     | Tombolini (Ancona) |               |         |                                                                     |

| Arbitro: | Rosetti (Torino) |

|                           |           |                 |
| Ševčenko 72’ Crespo 90+4’ | Marcatori | 56’ (rig.) Oddo |

| Arbitro: | Brighi (Cesena) |

|                            |           |             |
| Bazzani 45+1’ Liverani 89’ | Marcatori | 44’ Makinwa |

| Arbitro: | Rocchi (Firenze) |

|  |           |            |
|  | Marcatori | 76’ Rocchi |

| Arbitro: | Messina (Bergamo) |

|                                  |           |  |
| Oddo 19’ (rig.) A. Filippini 89’ | Marcatori |  |

| Arbitro: | Paparesta (Bari) |

|             |           |  |
| Coppola 44’ | Marcatori |  |

| Arbitro: | Trefoloni (Siena) |

|                  |           |          |
| A. Filippini 45’ | Marcatori | 70’ Cruz |

| Arbitro: | Tombolini (Ancona) |

|           |           |  |
| Tudor 60’ | Marcatori |  |

| Arbitro: | Messina (Bergamo) |

|                                       |           |            |
| Muzzi 16’ César 45’ (rig.) Rocchi 55’ | Marcatori | 61’ Protti |

| Arbitro: | Tagliavento (Terni) |

|            |           |                            |
| Giunti 15’ | Marcatori | 54’ (rig.) Oddo 74’ Rocchi |

| Arbitro: | Brighi (Cesena) |

|                   |           |                |
| Mau. Esposito 71’ | Marcatori | 90+1’ Siviglia |

| Arbitro: | Trefoloni (Siena) |

|  |           |            |
|  | Marcatori | 85’ Nedvěd |

| Arbitro: | Ayroldi (Molfetta) |

|                                                             |           |                      |
| Dalla Bona 6’ (rig.) Vučinić 45+2’, 78’, 82’ Diamoutene 71’ | Marcatori | 30’, 52’, 58’ Rocchi |

| Arbitro: | Tombolini (Ancona) |

|  |           |              |
|  | Marcatori | 65’ Iaquinta |

| Roma 15 maggio 2005, ore 15:00 36ª giornata | Roma                | 0 – 0 referto | Lazio | Stadio Olimpico (64 396 spett.)\| Arbitro: \| Collina (Viareggio) \| |
| Arbitro:                                    | Collina (Viareggio) |               |       |                                                                      |

| Arbitro: | Rosetti (Torino) |

|              |           |            |
| Siviglia 18’ | Marcatori | 2’ Maresca |

| Arbitro: | Messina (Bergamo) |

|                          |           |                                  |
| Toni 3’, 65’ Brienza 61’ | Marcatori | 43’ Rocchi 71’ Bazzani 88’ Muzzi |

### Coppa Italia
| Arbitro: | Dattilo (Locri) |

|                              |           |                  |
| Langella 35’ Zola 82’ (rig.) | Marcatori | 60’ A. Filippini |

| Arbitro: | Preschern (Mestre) |

|                                   |           |                     |
| A. Filippini 10’ Rocchi 64’, 119’ | Marcatori | 82’ Conti 102’ Zola |

### Coppa UEFA

#### Prima fase
| Arbitro: | Briakos |

|  |           |                                 |
|  | Marcatori | 72’ Rocchi 75’ César 85’ Pandev |

| Arbitro: | Costa |

|                             |           |  |
| Liverani 10’, 25’ Muzzi 22’ | Marcatori |  |

#### Fase a gironi
| Arbitro: | Weiner |

|            |           |              |
| Rocchi 85’ | Marcatori | 4’ José Mari |

| Arbitro: | Baskakov |

|                 |           |  |
| Zenden 16’, 71’ | Marcatori |  |

| Arbitro: | Stredak |

|                             |           |              |
| Di Canio 52’ S. Inzaghi 73’ | Marcatori | 6’, 24’ Boya |

| Arbitro: | Layec |

|                        |           |                |
| Chloros 9’ Agritīs 54’ | Marcatori | 13’, 36’ Muzzi |

### Supercoppa Italiana
| Arbitro: | Collina (Viareggio) |

|                        |           |  |
| Ševčenko 36’, 43’, 76’ | Marcatori |  |

## Statistiche
Statistiche aggiornate al 29 maggio 2005.

### Statistiche di squadra
| Competizione        | Punti | In casa | In casa | In casa | In casa | In casa | In casa | In trasferta | In trasferta | In trasferta | In trasferta | In trasferta | In trasferta | Totale | Totale | Totale | Totale | Totale | Totale | DR |
| Competizione        | Punti | G       | V       | N       | P       | Gf      | Gs      | G            | V            | N            | P            | Gf           | Gs           | G      | V      | N      | P      | Gf     | Gs     | DR |
| ------------------- | ----- | ------- | ------- | ------- | ------- | ------- | ------- | ------------ | ------------ | ------------ | ------------ | ------------ | ------------ | ------ | ------ | ------ | ------ | ------ | ------ | -- |
| Serie A             | 44    | 19      | 6       | 6       | 7       | 26      | 24      | 19           | 5            | 5            | 9            | 22           | 29           | 38     | 11     | 11     | 16     | 48     | 53     | −5 |
| Coppa Italia        |       | 1       | 1       | 0       | 0       | 3       | 2       | 1            | 0            | 0            | 1            | 1            | 2            | 2      | 1      | 0      | 1      | 4      | 4      | 0  |
| Coppa UEFA          | 3     | 3       | 1       | 2       | 0       | 6       | 3       | 3            | 1            | 1            | 1            | 5            | 4            | 6      | 2      | 3      | 1      | 11     | 7      | 4  |
| Supercoppa italiana |       | 0       | 0       | 0       | 0       | 0       | 0       | 1            | 0            | 0            | 1            | 0            | 3            | 1      | 0      | 0      | 1      | 0      | 3      | −3 |
| Totale              |       | 23      | 8       | 8       | 7       | 35      | 29      | 24           | 6            | 6            | 12           | 28           | 38           | 47     | 14     | 14     | 19     | 63     | 67     | −4 |

### Andamento in campionato
| Giornata  | 1 | 2 | 3 | 4 | 5 | 6  | 7  | 8 | 9 | 10 | 11 | 12 | 13 | 14 | 15 | 16 | 17 | 18 | 19 | 20 | 21 | 22 | 23 | 24 | 25 | 26 | 27 | 28 | 29 | 30 | 31 | 32 | 33 | 34 | 35 | 36 | 37 | 38 |
| --------- | - | - | - | - | - | -- | -- | - | - | -- | -- | -- | -- | -- | -- | -- | -- | -- | -- | -- | -- | -- | -- | -- | -- | -- | -- | -- | -- | -- | -- | -- | -- | -- | -- | -- | -- | -- |
| Luogo     | T | C | T | C | T | C  | T  | C | T | C  | T  | C  | C  | T  | C  | T  | C  | T  | C  | C  | T  | C  | T  | C  | T  | C  | T  | C  | T  | C  | T  | T  | C  | T  | C  | T  | C  | T  |
| Risultato | V | N | V | P | N | P  | P  | V | N | N  | P  | V  | P  | P  | N  | P  | V  | V  | P  | P  | P  | N  | P  | V  | V  | V  | P  | N  | P  | V  | V  | N  | P  | P  | P  | N  | N  | N  |
| Posizione | 1 | 2 | 2 | 4 | 7 | 11 | 13 | 8 | 9 | 9  | 12 | 6  | 11 | 14 | 15 | 15 | 13 | 10 | 11 | 14 | 15 | 15 | 15 | 15 | 12 | 11 | 12 | 14 | 14 | 10 | 7  | 7  | 9  | 10 | 10 | 10 | 11 | 13 |

Legenda:

Luogo: C = Casa; T = Trasferta. Risultato: V = Vittoria; N = Pareggio; P = Sconfitta.

### Statistiche dei giocatori
| Giocatore       | Serie A  | Serie A | Coppa Italia | Coppa Italia | Coppa UEFA | Coppa UEFA | Supercoppa italiana | Supercoppa italiana | Totale   | Totale |
| Giocatore       | Presenze | Reti    | Presenze     | Reti         | Presenze   | Reti       | Presenze            | Reti                | Presenze | Reti   |
| --------------- | -------- | ------- | ------------ | ------------ | ---------- | ---------- | ------------------- | ------------------- | -------- | ------ |
| D. Baggio       | -        | -       | -            | -            | -          | -          | -                   | -                   | -        | -      |
| F. Bazzani      | 15       | 3       | 1            | 0            | -          | -          | -                   | -                   | 16       | 3      |
| F. Casazza      | 3        | −6      | -            | -            | 1          | −2         | -                   | -                   | 4        | 0      |
| César           | 20       | 3       | 2            | 0            | 4          | 1          | 1                   | 0                   | 27       | 4      |
| E. Corsi        | -        | -       | -            | -            | -          | -          | 1                   | 0                   | 1        | 0      |
| F. Couto        | 24       | 3       | -            | -            | 3          | 0          | 1                   | 0                   | 28       | 3      |
| O. Dabo         | 29       | 1       | 1            | 0            | 6          | 0          | 1                   | 0                   | 37       | 1      |
| C. De Sousa     | 4        | 1       | 1            | 0            | -          | -          | -                   | -                   | 5        | 1      |
| A. Delgado      | 1        | 0       | -            | -            | 2          | 0          | -                   | -                   | 3        | 0      |
| P. Di Canio     | 23       | 6       | 1            | 0            | 5          | 1          | 1                   | 0                   | 30       | 7      |
| A. Filippini    | 36       | 2       | 2            | 2            | 3          | 0          | -                   | -                   | 41       | 4      |
| E. Filippini    | 27       | 0       | 2            | 0            | 3          | 0          | -                   | -                   | 32       | 0      |
| G. Giannichedda | 32       | 0       | 1            | 0            | 3          | 0          | 1                   | 0                   | 37       | 0      |
| C. Gimelli      | -        | -       | -            | -            | -          | -          | -                   | -                   | -        | -      |
| E. Gonzalez     | 3        | 0       | -            | -            | -          | -          | -                   | -                   | 3        | 0      |
| S. Inzaghi      | 12       | 1       | 1            | 0            | 3          | 1          | -                   | -                   | 16       | 2      |
| M. Lequi        | 6        | 0       | 1            | 0            | -          | -          | -                   | -                   | 7        | 0      |
| F. Liverani     | 24       | 1       | 2            | 0            | 3          | 2          | 1                   | 0                   | 30       | 3      |
| O. López        | 14       | 0       | 2            | 0            | 4          | 0          | 1                   | 0                   | 21       | 0      |
| C. Manfredini   | 16       | 1       | 1            | 0            | 4          | 0          | -                   | -                   | 21       | 1      |
| M. Mea Vitali   | -        | -       | -            | -            | -          | -          | -                   | -                   | -        | -      |
| F. Melara       | -        | -       | -            | -            | 1          | 0          | -                   | -                   | 1        | 0      |
| R. Muzzi        | 16       | 3       | 1            | 0            | 4          | 3          | 1                   | 0                   | 22       | 6      |
| P. Negro        | 4        | 0       | 1            | 0            | 4          | -          | 1                   | 0                   | 10       | 0      |
| M. Oddo         | 35       | 4       | 1            | 0            | 5          | 0          | 1                   | 0                   | 42       | 4      |
| G. Pandev       | 25       | 3       | 1            | 0            | 4          | 1          | -                   | -                   | 30       | 4      |
| A. Peruzzi      | 21       | −26     | 1            | −2           | 1          | −2         | 1                   | −3                  | 24       | 0      |
| B. Robert       | -        | -       | -            | -            | -          | -          | -                   | -                   | -        | -      |
| T. Rocchi       | 35       | 13      | 1            | 2            | 5          | 2          | -                   | -                   | 41       | 17     |
| S. Sannibale    | -        | -       | -            | -            | -          | -          | 1                   | 0                   | 1        | 0      |
| M. Sereni       | 20       | −21     | 1            | −2           | 4          | −3         | -                   | -                   | 25       | 0      |
| A. Šerić        | 17       | 0       | 1            | 0            | 6          | 0          | -                   | -                   | 24       | 0      |
| S. Siviglia     | 29       | 2       | 1            | 0            | 4          | 0          | -                   | -                   | 34       | 2      |
| L. Talamonti    | 12       | 1       | 1            | 0            | -          | -          | -                   | -                   | 13       | 1      |
| L. Zauri        | 21       | 0       | -            | -            | 2          | 0          | 1                   | 0                   | 24       | 0      |